# Македонский тайный революционный комитет
Македонский тайный революционный комитет (болг. Македонски Таен Революционен Комитет, МТРК; макед. Македонски Таен Револуционерен Комитет, МТРК) был основан в 1895 году в городе Пловдив. Позднее он был разработан в Женеве в тайном анархистском братстве под названием «Женевская группа».
Болгарское анархистское движение развивалось в 1890-х годах, и территория Княжества Болгария стала плацдармом для анархистской деятельности против Османской империи. Его активистами были студенты Михаил Герджиков, Петар Манджуков, Петар Соколов, Слави Мерджанов, Димитар Ганчев, Константин Антонов и другие. В 1893 году они начали в Пловдиве революционную деятельность в качестве основателей МТРК, о создании которого было объявлено там же в 1895 году. В конце 1897 года часть группы переехала в Швейцарию (Лозанна и Женева), где установила тесные связи с революционной иммиграцией и основала в 1898 году так называемую Женевскую группу, внешнее продолжение МТРК. Организация находилась под сильным анархистским влиянием и отвергала национализм этнических меньшинств Османской империи, поддерживая идею о Балканской федерации. Они предложили создать «Македонское государство», в состав которого входил также Адрианопольский вилайет (то есть Македонско-фракийское государство) как часть будущей федерации. Они предполагали, что там должны использоваться болгарский язык, болгарская церковь и болгарское образование. Однако анархисты продвигали идею нового государства для всех македонских «национальностей». Его члены оказали значительное влияние на развитие македонского и фракийского освободительных движений. В период с 1897 по 1898 год в Женеве издавались две анархистские газеты — «Глас» и «Отмаштение». В 1899 году Герджиков вернулся в Софию и познакомился с Гоце Делчевым. В результате он и его товарищи присоединились к Внутренней македонско-адрианопольской революционной организации и Высшему македонско-адрианопольскому комитету. Слави Мерджанов перешёл в болгарскую школу в Салониках, где работал учителем и заразил этой идеей некоторых выпускников. Позже они стали известны как «гемидцы».
Ослабление центра Комитета позволило некоторым активистам с периферии движения попытаться создать альтернативную организацию, которая, однако, была маргинальной. Так, 12 января 1899 года в Женеве от имени самопровозглашённого Македонского центрального комитета Георгий Капчев направил призыв созвать Международный конгресс, целью которого было решение македонского вопроса и реализация программы необходимых реформ, но его попытка провалилась.